# Silas Freire
Silas Freire Pereira e Silva (Campo Maior, 30 de janeiro de 1971) é um apresentador de televisão e político brasileiro, outrora deputado federal pelo Piauí.

## Dados biográficos
Filho do treinador de futebol João Pereira da Silva (Mormaço) e de Francisca Freire Pereira e Silva, iniciou sua carreira de repórter e apresentador de TV no início da década de 1990, tendo passagem por emissoras como Rede Meio Norte, TV Antena 10 e TV Antares. Atualmente, está no comando do policialesco Ronda Nacional na Rede Meio Norte.

## Carreira política
Iniciou sua vida pública pelo PMDB elegendo-se vereador de Teresina em 1996 e depois foi eleito deputado estadual em 1998. Buscou um novo mandato em 2002 e 2006, mas não obteve sucesso, embora voltasse à Assembleia Legislativa do Piauí na condição de suplente convocado durante o primeiro governo Wellington Dias.
Após perder a eleição para vereador de Teresina pelo PP em 2004, afastou-se da política, contudo alcançou a suplência de deputado federal via PR em 2014, sendo convocado após a nomeação de Fábio Abreu para a Secretaria de Segurança Pública no terceiro governo Wellington Dias. Ocupou a presidência do diretório municipal do PR em Teresina e após uma breve estadia no Podemos ingressou no PRB, mas não se elegeu deputado federal em 2018 e nem em 2022, quando estava no Solidariedade.